# Денгоф, Герард
Герард Денгоф (пол. Gerard Denhoff; 15 января 1590 — 23 декабря 1648) — государственный и военный деятель Речи Посполитой, командир немецкой пехоты (1621 год), каштелян гданьский (1642 год), воевода поморский (1643—1648 годы), подскарбий Прусской земли (1643 год), маршалок двора королевы (1645 год), староста мальборкский, костежинский, Феллинский, люцинский, лигновский и эконом мальборкский.

## Биография
Происходил из немецко-балтийского дворянского рода Денгофов герба «Вепрь». Сын воеводы дерптского Герарда Денгофа (ум. 1598?) и Маргариты фон Цвайфельн (ум. 1622). Братья — воевода перновский Эрнест Магнус Денгоф (1581—1642), полковник Герман Денгоф (ум. 1620), воевода дерптский и серадзский Каспер Денгоф (1588—1645).
На протяжении всей жизни был ярым кальвинистом. В 1621 году командовал немецкой пехотой в Королевской Пруссии.
В 1624—1625 годах участвовал в войне со Швецией в Королевской Пруссии, в 1629 году прославился во время обороны Торуня от шведов.
В качестве посла Владислава IV Вазы ездил с дипломатической миссией в Копенгаген.
Являлся советником польского монарха по морским делам. В 1635 году был назначен членом и председателем королевской военно-морской комиссии, участвовал в восстановлении и развитии польского флота. Вместе с Ежи Оссолинским создал проект создания морской таможни.
В 1642 году Герард Денгоф был назначен каштеляном гданьским.
В 1643 году стал воеводой поморским и подскарбием Прусской земли.
В 1645 году Герард Денгоф вел в Париже переговоры о заключении брака между польским королём Владиславом IV Вазой и французской принцессой Марией Луизой Гонзага.
В декабре 1648 года воевода поморский Герард Денгоф скончался в Мальборке, был похоронен в Эльблонге.

## Семья и дети
Был дважды женат. В 1629 году первым браком женился на Катарине Опалинской (1596—1625), дочери кравчего коронного Петра Опалинского (1566—1600) и Эльжбеты Зборовской, вдове каштеляна гданьского Дмитрия Вейхера (ок. 1578—1628), от брака с которой детей не имел.
В августе 1637 года вторично женился на Сибилле Маргарите Бжегской (1620—1657), дочери князя бжегского, легницкого и сцинавского Иоганна Кристиана (1591—1639) и Доротеи Сибиллы Бранденбургской (1590—1625). Дети:
- Владислав Денгоф (1639—1683), полковник пехотного полка (1664), командир королевской гвардии, подкоморий поморский (1668), каштелян хелминский (1677), воевода поморский (1677—1683), подскарбий Прусской земли (1679), староста скаржевский
- Катарина Ядвига Денгоф (ум. до 1668), 1-й муж воевода мальборкский Людвик Вейхер (ум. 1656), 2-й муж с 1661 года воевода познанский Войцех Константин Бреза (ок. 1620—1699)
- Констанция Анна Денгоф, 1-й муж воевода хелминский Ян Кос (ум. 1662), 2-й муж воевода мальборкский Ян Игнацы Баковский (ок. 1615—1679)
- Сибилла Денгоф, муж — подкоморий калишский Пётр Жихлинский.